# 브라이언 마이어스
커트 호킨스(Curt Hawkins, 1985년 4월 20일 ~ )는 미국의 프로레슬링선수다. 브라이언 마이어스(Brian Myers)링네임으로 사용을 한다. 본명은 브라이언 조셉 마이어스(Brian Joseph Myers)고 피니쉬는 히트 식킹 엘보우(다이빙 엘보우 드롭), 테이스트 오브 페인(행맨즈 페이스버스터), 랄프 라이엇(임플란트 DDT)을 주로 사용한다.

## WWE 1기
2004년 프로레슬링에 입문했고 2007년에 잭 라이더와 태그팀으로 WWE에 데뷔했으며 나중에는 타일러 렉스와 태그팀을 이루었으나, 2012년 8월 22일 타일러 렉스가 은퇴를 해서 태그팀은 해체되고 만다.

## 인디 단체 , GFW , 임팩트 레슬링 할동
2014년 6월 12일 WWE로부터 방출을 당하고 인디단체 및 GFW에서 본명으로 활동을 앞두고 있다가 2015년 8월 12일 TNA에서 등장을 하고 한달가량 TNA에서 활동한다.

## WWE 2기
2016년 10월 18일 5년만에 실시된 WWE 드래프트 스맥다운에서 재영입된다. 처음에는 아폴로 크루즈 상대를 하려고 했지만 아쉽게도 펀치 맞고 링에서 나간다. 2016년 11월 1일자 WWE 스맥다운에선 돌프 지글러의 WWE 인터콘티넨털 챔피언십 오픈 챌린지의 상대가 되지만 돌프 지글러의 슈퍼킥에 맞아 단 7초만에 패배하고 만다. 2017년 2월 12일 WWE 일리미네이션 체임버 2017에서도 모조 롤리랑 상대를 하려고 했지만 끝내 지게 된다. 2017년부터 한게임도 이기지도 못하였다. 그러다가 2017년 9월 25일 WWE Raw에서 끝내 웬 브라운 스트로우먼한테 얻어 맞고 끝내 런닝 파워슬램으로 맞고 백스테이지로 맞게 된다.
2020년 4월 15일 코로나19로 인한 예산감축 정책으로 WWE에서 두번째 방출을 당한다.

## 임펙트 레슬링 복귀
2020년 7월 21일 프로모를 통해 임팩트 레슬링 복귀가 확정된다.

## 신체 사항
키 185cm
몸무게 100kg

## 수상
- DSW 태그팀 챔피언 2회 - 브렛 메이저
- NYWC 태그팀 챔피언 2회 - 브렛 매튜스
- OVW 사우던 태그팀 챔피언 1회 - 브렛 메이저
- Y2G 라이트 헤비웨이트 챔피언 2회
- FCW 플로리다 태그팀 챔피언 1회 - 케이론 크로프트 & 트렌트 베레타
- TNA 월드 태그팀 챔피언 3회 - 트레버 리 (1회), 에디 에드워즈 (2회)
- WWE 태그팀 챔피언 (구 버전) 2회 - 잭 라이더